# Sur ma peau (roman)
 (août 2022).
La mise en forme du texte ne suit pas les recommandations de Wikipédia : il faut le « wikifier ».
Les points d'amélioration suivants sont les cas les plus fréquents :
- Les titres sont pré-formatés par le logiciel. Ils ne sont ni en capitales, ni en gras.
- Le texte ne doit pas être écrit en capitales (les noms de famille non plus), ni en gras, ni en italique, ni en « petit »…
- Le gras n'est utilisé que pour surligner le titre de l'article dans l'introduction, une seule fois.
- L'italique est rarement utilisé : mots en langue étrangère, titres d'œuvres, noms de bateaux, etc.
- Les citations ne sont pas en italique mais en corps de texte normal. Elles sont entourées par des guillemets français : « et ».
- Les listes à puces sont à éviter, des paragraphes rédigés étant largement préférés. Les tableaux sont à réserver à la présentation de données structurées (résultats, etc.).
- Les appels de note de bas de page (petits chiffres en exposant, introduits par l'outil «  Source ») sont à placer entre la fin de phrase et le point final[comme ça].
- Les liens internes (vers d'autres articles de Wikipédia) sont à choisir avec parcimonie. Créez des liens vers des articles approfondissant le sujet. Les termes génériques sans rapport avec le sujet sont à éviter, ainsi que les répétitions de liens vers un même terme.
- Les liens externes sont à placer uniquement dans une section « Liens externes », à la fin de l'article. Ces liens sont à choisir avec parcimonie suivant les règles définies. Si un lien sert de source à l'article, son insertion dans le texte est à faire par les notes de bas de page.
- La présentation des références doit suivre les conventions bibliographiques. Il est recommandé d'utiliser les modèles {{Ouvrage}}, {{Chapitre}}, {{Article}}, {{Lien web}} et/ou {{Bibliographie}}. Le mode d'édition visuel peut mettre en forme automatiquement les références.
- Insérer une infobox (cadre d'informations à droite) n'est pas obligatoire pour parachever la mise en page.

Pour une aide détaillée, merci de consulter Aide:Wikification.
Si vous pensez que ces points ont été résolus, vous pouvez retirer ce bandeau et améliorer la mise en forme d'un autre article.
Pour les articles homonymes, voir Sur ma peau (homonymie).
Sur ma peau est le premier roman de l'autrice américaine Gillian Flynn. Le livre a été publié pour la première fois par Shaye Areheart Books le 26 septembre 2006 et a ensuite été réimprimé par Broadway Books. Le roman suit Camille Preaker, une journaliste qui doit retourner dans sa ville natale pour rendre compte d'une série de meurtres.

## Personnages
Personnages principaux
- Camille Preaker : une jeune journaliste essayant de se faire une vie à Chicago. Elle a souffert pendant des années après la mort de sa sœur Marian à un très jeune âge. Camille a passé du temps dans un hôpital psychiatrique près de Chicago après des années d'automutilation.
- Amma Crellin : la demi-sœur de Camille, âgée de 13 ans.
- Adora Crellin : la mère de Camille et Amma.

Personnages récurrents
- Détective Richard Willis : un détective de la division des homicides de Kansas City chargé d'enquêter sur les crimes qui se produisent à Wind Gap.
- Alan Crellin : le mari d'Adora, le père biologique d'Amma et Marian et le beau-père.
- Ann Nash et Natalie Keene : deux innocentes victimes d'un crime horrible à Wind Gap faisant l'objet d'une enquête par Camille Preaker et le détective Willis. Ann, 9 ans, est la première victime et Natalie, 10 ans, est la deuxième.
- Chef Vickery : chef de la police de Wind Gap qui a demandé l'aide du détective Willis pour enquêter sur les crimes.
- John Keene : le frère de 18 ans de Natalie. Il est l'un des principaux suspects des meurtres et son alibi lors de la disparition de sa sœur semble suspect à la police et aux habitants de la ville.
- Frank Curry : rédacteur en chef, patron et ami de Camille. Il encourage Camille à retourner à Wind Gap pour couvrir une histoire de meurtres non résolus dans sa ville natale.
- Eileen Curry : épouse de Frank.

## Synopsis
Camille Preaker travaille comme journaliste au Daily Post, un petit journal de Chicago. Elle n'est pas particulièrement satisfaite de son travail, qui comprend l'écriture d'histoires sur la négligence humaine, les meurtres et le crime. Camille s'entend plutôt bien avec son patron Frank Curry, qui l'a soutenue lors d'une récente hospitalisation pour cause d'automutilation. Camille a gravé de nombreux mots sur son corps, après les avoir hallucinés sur sa peau. Curry lui confie une mission de reportage dans sa ville natale de Wind Gap, Missouri, où une fille a été assassinée et une seconde est portée disparue.

## Création
Alors qu'elle travaillait comme journaliste pour Entertainment Weekly alors qu'elle écrivait Sur ma peau, Flynn a écrit le livre principalement les nuits et les week-ends, quelques heures à la fois. En écrivant Sur ma peau, Flynn a constaté qu'il était initialement difficile de maintenir le « ton gothique ».

## Réception
La réception critique a été majoritairement positive : Kirkus Reviews a donné une critique favorable pour Sur ma peau, le qualifiant de « efficace et véritablement terrifiant ». Le Star-Herald a également donné une critique positive, louant les révélations progressives du livre.

### Récompenses
[réf. nécessaire]
- New Blood Fiction Dagger de la Crime Writers 'Association (2007, gagné)
- Ian Fleming Steel Dagger de la Crime Writers 'Association (2007, gagné)
- Duncan Lawrie Dagger de la Crime Writers 'Association (2007, nommé)

## Adaptations
En 2008, la réalisatrice britannique Andrea Arnold aurait projeté de réaliser une adaptation du roman pour la société de production française Pathé, mais le projet ne s'est jamais concrétisé.
Les droits cinématographiques de Sur ma peau ont été achetés par Blumhouse Productions et Alliance Films en 2012 avec Flynn travaillant comme scénariste de la série. En 2014, le rôle de Flynn était devenu producteur exécutif, aux côtés de Jason Blum et Charles Layton, pour une adaptation de mini-série télévisée pour Entertainment One. Marti Noxon a écrit le script pilote, combinant ce rôle avec celui de show runner. Une commande directe de huit épisodes d'une heure, également intitulée Sharp Objects , a été tournée dans divers endroits de Californie et à Barnesville, en Géorgie.en mars 2017. La série, réalisée par Jean-Marc Vallée , a été créée en juillet 2018, avec Amy Adams dans le rôle de Camille Preaker,.